# Preston Haskell IV
Preston Hampton Haskell, IV, född 28 maj 1966 i Jacksonville, Florida, är en amerikansk företagsledare som varit verksam i bland annat Ryssland, Sverige och Sydafrika.
Haskell har i Sverige inte minst uppmärksammats för att han är en av landets mest skuldsatta personer, med en skatteskuld om cirka 330 miljoner kronor i juli 2025.

## Biografi

### Utbildning och karriär
Haskell har en examen i företagsekonomi från University of Southern California. Efter studierna arbetade Haskell inom fastighetsbranschen i Atlanta, Georgia.
Under 1992 flyttade Haskell till Moskva för att etablera bolaget Haskell International Group med finansiellt stöd från sin far, företagsledaren Preston Haskell III. Bolaget verkade inledningsvis inom fastighetsbranschen. Några år efter etableringen expanderade bolaget sin verksamhet och 1997 drev bolaget även flera  restauranger samt hade en fabrik för möbeltillverkning.
Efter att Haskell köpte en 23 hektar stor vingård i Sydafrika grundade han 2022 Haskell Vineyard. Vingården ligger i närheten av Stellenbosch i sydvästra Sydafrika.
Haskell intresserade sig 2004 för att ge sig in i gruvbranschen för att bryta guld. Han övervägde inledningsvis att etablera sig i Afrika, men efter att ha låtit genomföra geologiska undersökningar i Ryssland bestämde han sig i stället för att etablera sin verksamhet där. Mycket eftersom han desstuom redan kände till landets näringsliv, rättssystem, språk och kultur. Haskell etablerade en verksamhet inom guldgruvsnäringen i östra Sibirien, i närheten av staden Tjita och Bajkalsjön.

#### Auriant Mining AB
Bolaget Auriant Mining AB bildades 2004, och hette tidigare Central Asia Gold AB men bytte till Auriant Mining AB 2012. Det är ett mindre svenskt gruvbolag vars verksamhet framför allt går ut på att bedriva guldbrytning i östra Ryssland. Auriant Mining AB introducerades på börsen First North 2010. Bolaget avnoterades från börsen 2025.
I och med att bolaget gick dåligt i samband med finanskrisen 2008 gick Haskell in som majoritetsägare i det. Haskell är sedan 2009 styrelseledamot i bolaget. Han var därtill bolagets verkställande direktör 2009–2012 och dess styrelseordförande 2012–2014. Posten som styrelseordförande innehar han återigen sedan 2025.

### Skuldsättning i Sverige
Skatteverket genomförde en omfattande granskning av Haskells förehavanden 2011–2015. Till grund för Skatteverkets granskning av Haskell låg bland annat de så kallade Mossack Fonseca-dokument som journalistnätverket International Consortium of Investigative Journalists (ICIJ) avslöjade genom Panamaläckan.
Granskningen resulterade i att myndigheten upptaxerade Haskell för hundratals miljoner kronor i och med att han bedömdes som obegränsat skatteskyldig i Sverige. Upptaxeringen överklagades av Haskell i flera instanser, men Skatteverkets beslut stod sig även i domstol och processerna avslutades i juni 2021.
Haskells skatteskuld uppgick i början av 2021 till cirka 310 miljoner kronor. I juli 2025 var skulden cirka 330 miljoner kronor. Haskell har därmed under många års tid varit  en av de högst skuldsatta personerna i Sverige.

### Privatliv

#### Unga år
Haskell föddes i Jacksonville, Florida, i maj 1966, som företagsledaren Preston Haskell III och Joan Elizabeth Smiths första barn. Han har två yngre syskon. 

#### Äktenskap och barn
Haskell träffade Alesia Vladimirovna, en belarusisk modell, när han bodde i Moskva 2003. Paret flyttade ihop 2005 och förlovade sig 2007. De gifte sig 2008, och har tre barn tillsammans. Mellanbarnet föddes med allvarliga hjärnskador och kom att bo med sin mormor i Belarus, där barnet får vård.

#### Medborgarskap
Haskell var från födelsen amerikansk medborgare, men avsade sig det medborgarskapet, av politiska och ekonomiska skäl, i samband med att han blev medborgare i den karibiska önationen Saint Kitts och Nevis 2010. Önationen är känd som något av ett skatteparadis, där det är möjligt att köpa ett medborgarskap.
I samband med en flytt till Stockholm 2009 beviljades Haskell permanent uppehållstillstånd i Sverige. I slutet av 2014 fick Haskell och det äldsta och det yngsta barnet även svenskt medborgarskap, varför Haskell sedan dess haft dubbelt medborgarskap. Frun beviljades svenskt medborgarskap 2015. Redan 2013 hade dock familjen flyttat till London.

#### Skilsmässa
Haskell och frun Alesia Vladimirovna separerade 2016, varpå en medialt uppmärksammad skilsmässoprocess följde i Storbritannien.
I juli 2021 avslog appellationsdomstolen Haskells överklagande för att inte behöva betala mångmiljonbelopp i underhåll till Vladimirovna och barnen. Domstolen beordrade även att Heskall ska fängslas i sex veckor om han återvänder till Storbritannien utan att ha rättat sig efter domslutet om underhåll.